# Furmint
Der Furmint ist eine alte Weißweinsorte aus Ungarn.

## Herkunft
Erstmals erwähnt wird sie 1623 in Ungarn. Zu ihrer Herkunft gibt es bisher keine Belege, aber viele Legenden. Zu den bekanntesten zählt jene, dass die Rebe von italienischen Einwanderern unter König Béla IV. im 13. Jahrhundert nach Ungarn gebracht worden sein soll. Eine andere, etwas plausiblere Erklärung besagt, dass sie im 17. Jahrhundert von der venetischen Prinzessin Aurora Formentini zur Hochzeit mit dem ungarischen Magnaten Ádám Batthyány mitgebracht worden sein soll.

## Ampelografische Merkmale
- Die Triebspitze ist weißwollig behaart
- Der Triebwuchs ist stark.
- Das Blatt ist groß, dreilappig, Blattrand mit scharfer Zähnung und die Unterseite ist weiß-samtig behaart.
- Die Traube ist sehr groß, länglich, lockerbeerig mit saftigen, dickschaligen Beeren mit hohem Zuckergehalt.

Reife: spät

## Eigenschaften, Ansprüche
Die Sorte treibt recht früh aus, hat einen kräftigen Wuchs, reift aber sehr spät. Dadurch ergibt sich eine Frostanfälligkeit, wodurch die Rebe besondere Ansprüche an das Klima stellt. Die Lese erfolgt in Ungarn meist erst Ende Oktober. Die Rebe ist gegenüber Grauschimmelfäule (Botrytis cinerea) und echtem Mehltau (Oidium tuckeri) sehr anfällig. An den Boden werden kaum Anforderungen gestellt. Ist nur für beste Lagen geeignet. Gedeiht gut auf kalkreichen Böden und verträgt Trockenheit gut. Ist sehr anfällig gegen Heu- und Sauerwurm.

## Ertrag
Die Erträge sind hoch, aber auch sehr unregelmäßig.

## Verbreitung
| Land                 | Rebfläche ha 2010 |
| -------------------- | ----------------- |
| Ungarn               | 4165              |
| Slowenien            | 651               |
| Slowakei             | 248               |
| Kroatien             | 172               |
| Rumänien             | 17                |
| Brasilien            | 13                |
| Österreich           | 9                 |
| Weltanbaufläche 2010 | 5276              |

Der Großteil der weltweiten Anbaufläche liegt in Ungarn. Hauptanbaugebiet ist die Tokajer Weinbauregion; er ist dort die Trägersorte des berühmten Tokajers. Außerdem wird diese Rebe traditionell in Rumänien und Kroatien angebaut. Besondere Beachtung fand sie auch in der Weinbauregion Ljutomer (Luttenberg, Slowenien). Neuerdings werden verstärkt Rieden in Österreich (Burgenland, Rust), wo sie 1987 wieder als Qualitätsweinsorte zugelassen wurde.

## Weine
Unter den Botrytis-Süßweinen hat neben dem Tokajer auch der Ruster Ausbruch weltweite Geltung.
Früher wurden neben den Auszugsweinen aus der Furminttraube vor allem mittelsüße Weine von minderer Qualität erzeugt. Sorgfältig gelesen und mit großem Fachwissen gekeltert können mit dem Furmint auch mächtige, trockene Weißweine von edler Güte und langer Lagerfähigkeit erzielt werden. Insbesondere die Region Tokaj hat diesbezüglich seit Anfang der 1990er Jahre enorme Fortschritte gemacht. Erwähnenswert ist auch, dass es sehr erfolgversprechende Versuche gibt den Furmint im Barrique auszubauen und damit insbesondere die Säurestruktur harmonischer einzubinden. Gelungene Weine sind extraktreich, säurebetont und rassig; im Bukett weisen sie manchmal eine leichte Kamillenote sowie ein deutliches Honigaroma auf. Die Farbe der Weine ist ein tiefes Goldgelb, ihr Alkoholgehalt liegt oft bei 13 Vol.-% und darüber.

## Synonyme
Allgemeiner, Arany Furmint, Beregi Furmint, Bieli Moslavac, Biharboros, Bihari Boros, Bihari Piros, Biharo Boros, Budai Gohér, Cimigera, Csapfner, Csillagviraga Furmint, Damzemy, Debeli Shipon, Demjen, Domjen, Edelweisser Tokayer, Edler Weisser Tokayer, Feher Furmint, Formint, Formont, Fourminte, Furmin, Furmint Bianco, Furmint Blanc, Furmint De Minis, Furmint Fegiher, Furmint Feher, Furmint Giallo, Furmint Jaune, Furmint Szagos, Furmint Valtozo, Furmint Yellow, Furminth, Galbena, Geisdutte, Gelber Mössler, Gelber Moster, Gemeiner, Goereny, Goergeny, Goerin, Gohér Feher, Gorin, Grasa De Kotnar, Grosser Mosler, Grüner spanischer Meslier, Holyagos Furmint, Jardanszki Furmint, Joannea princeps, Johannia princeps, Keknyalii, Keknyelue, Keltertraube, Kereszteslevelu Furmint, Kiraly Furmint, Krhkopetec, Lazafuertue Furmint, Ligetes Furmint, Luttenberger, Madarkas Furmint, Mainak, Maljak, Malnigg, Malvasier, Malnik, Malvasia Verde, Malvoisie Verte, Malzak, Margarethentraube, Mehlweiss, Moscavac Bijeli, Moscovec, Moslavac, Moslavac Bijeli, Moslavac Žuti, Moslavina, Moslawina, Mosler, Mosler Gelb, Mosler Gelber, Mosler Gross, Mosler Traube, Mosler Weiss, Moslovac, Moslovac Bijeli, Moslovez, Nemes Furmint, Poam Grasa, Poma Grasa, Poschipp, Poshipon, Posipel, Posipon, Pospisel, Prinz-Johannsrebe, Pusipel, Rongyos Furmint, Tablett, Salver, Sari Furmint, Friulano, Schimiger, Schippon, Schmiger, Seestock, Seeweinbeere, Seeweintraube, Shipo, Shipon, Shiponski, Šilinger, Sipelj, Šipon, Siponski, Siposski, Slovenie, Smiger, Som, Som Shipo, Somszoeloe, Szala, Szalai, Szalai Janos, Szalay Goereny, Szegszoeloe, Szegszolo, Szegzoeloe, Szigethy Szoello, Szigeti, Toca, Toca Tokai, Tokai Krupnyi, Tokaiskii, Tokaisky, Tokauer, Tokay, Tokayer, Ungarische, Valtozo Furmint, Vigalyos Furmint, Vorzügliche Johannistraube, Weisse Seeweintraube, Weisse Ungarische, Weisser Frankentaler, Weisser Landstock, Weisser Mosler, Weisslaber, Weisslabler, Weisslauber, Zapfete, Zapfner, Zapfnertraube, Zerbster Frühtraube, Zilavka, Zopfner.